# Hrabstwo Midland (Teksas)

Piramida wieku hrabstwa

Hrabstwo Midland – hrabstwo położone w USA w stanie Teksas. Utworzone w 1885 r. Według spisu w 2020 roku liczy 170 tys. mieszkańców. Siedzibą hrabstwa jest miasto Midland.

## Miasta
- Midland

## Sąsiednie hrabstwa
- Hrabstwo Martin (północ)
- Hrabstwo Glasscock (wschód)
- Hrabstwo Upton (południe)
- Hrabstwo Ector (zachód)
- Hrabstwo Andrews (północny zachód)
- Hrabstwo Reagan (południowy wschód)

## Gospodarka
Najpopularniejszymi sektorami zatrudnienia dla mieszkańców hrabstwa Midland w 2020 roku były: górnictwo oraz wydobycie (13 089 osób), handel detaliczny (8564 osób), opieka zdrowotna i pomoc społeczna (6178 osób), usługi edukacyjne (5690 osób), budownictwo (5137 osób), oraz zakwaterowanie i usługi gastronomiczne (5026 osób). 
- wydobycie ropy naftowej (1. miejsce w stanie) i gazu ziemnego (3. miejsce)[3]
- uprawa bawełny, warzyw, kantalup i kukurydzy[4]
- szkółkarstwo[4]
- hodowla kóz i owiec[4].

## Demografia
- Latynosi – 48,9%
- biali nielatynoscy – 40,8%
- czarni lub Afroamerykanie –7,3%
- Azjaci – 2,3%
- rdzenni Amerykanie – 1,3%[1].

## Religia
Członkostwo w 2020 roku:
- protestanci – ok. 50% (gł. baptyści i inni ewangelikalni)
- katolicy – 15,2%
- mormoni – 2%
- świadkowie Jehowy – 1%
- muzułmanie – 0,46%.

## Polityka
Od połowy XX wieku hrabstwo jest przeważająco republikańskie. W wyborach prezydenckich, w 2020 roku 77,5% głosów otrzymał Donald Trump i 20,9% przypadło dla Joe Bidena.